# Иоанн Асень Дзаккария
Иоанн Асень Дзаккария (итал. Giovanni Asano Zaccaria, ум. 1469)  — один из лидеров восстания в Морейском деспотате, организованного Мануилом Кантакузином в 1453—1454 гг. Самопровозглашенный правитель Ахейского княжество во время восстания.

## Биография
Иоанн Асень Дзаккариа был внебрачным сыном последнего Ахейского князя Чентурионе II Дзаккариа. С 1446 года он содержался в крепости Хлемуци в Морейском деспотате. В 1453 году, ему удалось покинуть крепость, и, воспользовавшись широко распространенным восстанием против деспотов Фомы и Димитрия II Палеологов, захватил замок Этос. После этого он провозгласил себя правителем Ахейского княжества. 
Однако в 1454 году, Иоанн Дзаккариа столкнулся с объединенными силами Морейских деспотов и турецкой армии Турахан-бея. Дзаккария был вынужден покинуть замок и бежать. Ему удалось добраться до Венецианской крепости в Морее — Модон. Оттуда он отправился в Италию. По сообщениям он был в Генуе в 1459 году, а с 1464 года и до своей смерти в 1469 году он проживал в Риме.